# Степанов, Юрий Николаевич (генерал)
Юрий Николаевич Степанов (1939-2008) — сотрудник советских и российских органов государственной безопасности, генерал-лейтенант.

## Биография
Родился 17 декабря 1939 года в посёлке Прогресс (ныне — Бугульминский район Республики Татарстан); чуваш.
В 1962 году был призван на службу в Советскую Армию. Срочную службу проходил в частях Ракетных войск стратегического назначения. Позднее окончил Пермское военное авиационно-техническое училище.
В 1966 году поступил на службу в органы Комитета государственной безопасности при Совете Министров СССР. В 1967 году окончил школу КГБ СССР, после чего служил в различных частях военной контрразведки. Был оперуполномоченным, затем старшим оперуполномоченным Особого отдела КГБ по 396-му ракетному полку 33-й гвардейской ракетной дивизии. В 1975 году окончил Высшую школу КГБ СССР, в 1978 году — очную аспирантуру при ней же, после чего перешёл на преподавательскую работу.
С 1978 по 1982 год Степанов возглавлял кафедру специальных дисциплин Высших курсов военной контрразведки КГБ СССР. В 1982—1986 годах занимал должность заместителя начальника Ташкентского филиала Краснознамённого института КГБ СССР имени Ю. В. Андропова. В феврале 1986 года был назначен начальником Высших курсов военной контрразведки КГБ СССР. Защитил диссертацию на соискание учёной степени кандидата технических наук.
После распада СССР продолжал преподавательскую работу в Академии Федеральной службы контрразведки — Федеральной службы безопасности Российской Федерации, был первым заместителем её начальника. В 1999 году в звании генерал-лейтенанта был уволен в запас. Жил в Москве.
Умер 28 декабря 2008 года, похоронен на Троекуровском кладбище Москвы в родственном захоронении (участок 7в).

## Награды
Был награждён рядом медалей.